# Piotr Kołakowski
Piotr Tadeusz Kołakowski (ur. w 1966 w Gdańsku) – polski historyk, prof. zw. dr hab.

## Życiorys
Absolwent I Liceum Ogólnokształcącego im. Stanisława Dubois w Koszalinie. W 1991 r. ukończył studia historyczne w Wyższej Szkole Pedagogicznej w Słupsku. Od 1992 r. pracownik naukowy tej uczelni (obecnie Akademii Pomorskiej). W 2000 r. uzyskał stopień naukowy doktora nauk humanistycznych na Uniwersytecie Szczecińskim i tamże w 2008 r. doktora habilitowanego. W lipcu 2013 r. otrzymał tytuł profesora nauk humanistycznych. Od 2014 r. profesor zwyczajny. Kieruje Zakładem Stosunków Międzynarodowych w Instytucie Historii i Politologii Akademii Pomorskiej w Słupsku. 
W 2018 r. otrzymał prestiżową Nagrodę Główną Polskiego Towarzystwa Historycznego Oddział w Krakowie oraz Wydziału Historycznego Uniwersytetu Jagiellońskiego im. Wacława Felczaka i Henryka Wereszyckiego za książkę „Ukraiński Piemont”. Ruś Zakarpacka w okresie autonomii 1938–1939, Warszawa 2017 (współautor M. Jarnecki).
Zajmuje się głównie zagadnieniami związanymi z działalnością polskich i obcych służb specjalnych, a także stosunkami politycznymi i wojskowymi w dwudziestoleciu międzywojennym. Specjalizuje się również w badaniach nad historią ziem polskich w czasie II wojny światowej oraz zwalczaniem Polskiego Państwa Podziemnego przez sowiecki aparat bezpieczeństwa. Autor i współautor 16 książek, a także kilkudziesięciu artykułów zamieszczonych w polskich i zagranicznych periodykach naukowych i zbiorach materiałów.

## Wybrane publikacje naukowe

### Monografie
- NKWD i GRU na ziemiach polskich 1939–1945, Warszawa 2002.
- Między Warszawą a Pragą. Polsko-czechosłowackie stosunki wojskowo-polityczne 1918–1939, Warszawa 2007 (wyd. II 2009).
- Pretorianie Stalina. Sowieckie służby bezpieczeństwa i wywiadu na ziemiach polskich 1939–1945, Warszawa 2010.
- Czas próby. Polski wywiad wojskowy wobec groźby wybuchu wojny w 1939 roku, Warszawa 2012.
- „Ukraiński Piemont”. Ruś Zakarpacka w okresie autonomii 1938–1939, Warszawa 2017 (współautor M. Jarnecki).

### Zbiory dokumentów
- Polityka morska państw bałtyckich i skandynawskich w świetle referatów polskich placówek dyplomatycznych i konsularnych na zjazd bałtycki w Gdyni w 1937 r., Słupsk 2004 (współautor A.G. Dąbrowski).
- Majowy zamach stanu w świetle dokumentów wywiadu, dyplomacji i organów bezpieczeństwa II Rzeczypospolitej, Słupsk 2008 (współautor A. Pepłoński).
- Wywiad gospodarczy Straży Granicznej wobec firm gdańsko-gdyńskich w latach 1932–1938, Słupsk 2010 (współautor R. Techman).
- Wywiad Straży Granicznej 1928–1939. Wybór dokumentów, Słupsk 2013 (współautor R. Techman).
- Afera Rana. Zatrzymanie przez sowiecki kontrwywiad por. Stefana Kasperskiego w świetle jego sprawozdania z 12 sierpnia 1936 r., Kraków 2014 (współautor R. Kuśnierz).
- Sprawa majora Jerzego Sosnowskiego w świetle dokumentów analitycznych Oddziału II SGWP i zeznań Franza Heinricha Pfeifera, Warszawa 2015 (współautor A. Krzak).
- Polsko-czechosłowackie kontakty wojskowe 1921–1938 w dokumentach wywiadu i dyplomacji II Rzeczypospolitej, Warszawa 2018.

### Redakcje
- Polski wywiad wojskowy 1918–1945. Materiały pod red. P. Kołakowskiego, A. Pepłońskiego, Toruń 2006.
- Wywiad wojskowy II Rzeczypospolitej. Materiały pod red. P. Kołakowskiego, A. Pepłońskiego, Kraków 2011.
- Za kulisami wywiadu i dyplomacji. Polski wywiad wojskowy 1918–1945. Materiały pod red. P. Kołakowskiego, A. Pepłońskiego, Kraków 2014.